# Seznam vlád Německa
Toto je seznam vlád Německa od roku 1919:

## Seznam vlád

### Výmarská republika (1919–1933)
po: Německé volby do národního shromáždění 1919:
- vláda Philippa Scheidemanna (13. února – 20. června 1919): 14 členů: 7 SPD, 3 Z, 3 DDP, 1 bezpartijní
- vláda Gustava Bauera (21. června 1919 – 27. března 1920): 13 členů: 7 SPD, 4 Z, 2 DDP
- první vláda Hermanna Müllera (27. března – 21. června 1920): 14 členů: 6 SPD, 5 Z, 3 DDP

po: Německé volby do říšského sněmu 1920:
- vláda Konstantina Fehrenbacha (25. června 1920 – 4. května 1921): 12 členů: 5 Z, 3 DVP, 2 DDP, 2 bezpartijní
- první vláda Josepha Wirtha (10. května – 25. října 1921): 13 členů: 4 Z, 4 SPD, 3 DDP, 2 bezpartijní
- druhá vláda Josepha Wirtha (26. října 1921 – 22. listopadu 1922): 11 členů: 4 Z, 4 SPD, 2 DDP, 1 bezpartijní (později BBB)
- vláda Wilhelma Cuna (22. listopadu 1922 – 12. srpna 1923): 12 členů: 3 Z, 2 DDP, 2 DVP, 1 BVP, 4 bezpartijní
- první vláda Gustava Stresemanna (13. srpna – 6. října 1923): 12 členů: 4 SPD, 3 Zentrum, 2 DVP, 1 DDP, 1 bezpartijní
- druhá vláda Gustava Stresemanna (6. října – 30. listopadu 1923): 12 členů: 3 Z, 3 SPD, 2 DDP, 1 DVP, 3 bezpartijní
- první vláda Wilhelma Marxe (30. listopadu 1923 – 26. května 1924): 12 členů: 3 Z, 3 DDP, 2 DVP, 1 BVP, 3 bezpartijní

po: Německé volby do říšského sněmu 1924 (květen):
- druhá vláda Wilhelma Marxe (27. května 1924 – 15. ledna 1925). 10 členů: 3 Z, 2 DVP, 3 DDP, 2 bezpartijní

po: Německé volby do říšského sněmu 1924 (prosinec):
- první vláda Hanse Luthera (16. ledna 1925 – 20. ledna 1926): 11 členů: 3 DNVP, 2 Z, 2 DVP, 1 DDP, 1 BVP, 2 bezpartijní
- druhá vláda Hanse Luthera (20. ledna – 18. května 1926): 11 členů: 3 Z, 3 DDP, 3 DVP, 1 BVP, 1 bezpartijní
- třetí vláda Wilhelma Marxe (18. května 1926 – 1. února 1927): 11 členů: 4 Z, 3 DDP, 3 DVP, 1 BVP
- čtvrtá vláda Wilhelma Marxe (1. února 1927 – 28. června 1928): 11 členů: 4 DNVP, 3 Z, 2 DVP, 1 DDP, 1 BVP (později bezpartijní)

po: Německé volby do říšského sněmu 1928:
- druhá vláda Hermanna Müllera (28. června 1928 – 27. března 1930): 11 členů: 4 SPD, 2 DVP, 2 DDP, 1 Z, 1 BVP, 1 bezpartijní
- první vláda Heinricha Brüninga (31. března 1930 – 9. října 1931): 12 členů: 4 Z, 2 DVP, 1 DDP, 1 BVP, 1 WP, 1 DNVP (později CNBL), 1 KVP, 1 bezpartijní

po: Německé volby do říšského sněmu 1930:
- druhá vláda Heinricha Brüninga (10. října 1931 – 1. června 1932): 9 členů: 2 Z, 2 DDP, 1 BVP, 1 KVP, 1 CNBL, 2 bezpartijní
- vláda Franze von Papena (1. června – 3. prosince 1932): 10 členů: 3 DNVP, 7 bezpartijní

po: Německé volby do říšského sněmu 1932 (červenec) a Německé volby do říšského sněmu 1932 (listopad):
- vláda Kurta von Schleichera (3. prosince 1932 – 30. ledna 1933): 10 členů: 2 DNVP, 8 bezpartijní
- vláda Adolfa Hitlera (od 30. ledna 1933): 11 členů: 3 NSDAP, 1 DNVP, 6 bezpartijní

### Třetí říše (1933–1945)
- vláda Adolfa Hitlera (30. ledna 1933 – 1945): 11 členů: 3 NSDAP, 1 DNVP, 6 bezpartijní
- vláda Lutze Schwerina von Krosigka (1945)

### Německá spolková republika (Západní Německo) (1949–1990)
po: Německé volby do spolkového sněmu 1949:
- první vláda Konrada Adenauera

po: Německé volby do spolkového sněmu 1953:
- druhá vláda Konrada Adenauera

po: Německé volby do spolkového sněmu 1957:
- třetí vláda Konrada Adenauera

po: Německé volby do spolkového sněmu 1961:
- čtvrtá vláda Konrada Adenauera
- pátá vláda Konrada Adenauera
- první vláda Ludwiga Erharda

po: Německé volby do spolkového sněmu 1965:
- druhá vláda Ludwiga Erharda
- vláda Kurta Georga Kiesingera

po: Německé volby do spolkového sněmu 1969:
- první vláda Willyho Brandta

po: Německé volby do spolkového sněmu 1972:
- druhá vláda Willyho Brandta
- první vláda Helmuta Schmidta

po: Německé volby do spolkového sněmu 1976:
- druhá vláda Helmuta Schmidta

po: Německé volby do spolkového sněmu 1980:
- třetí vláda Helmuta Schmidta
- první vláda Helmuta Kohla

po: Německé volby do spolkového sněmu 1983:
- druhá vláda Helmuta Kohla

po: Německé volby do spolkového sněmu 1987:
- třetí vláda Helmuta Kohla

### Spolková republika Německo (po znovusjednocení) (od 1990)
- třetí vláda Helmuta Kohla

po: Německé volby do spolkového sněmu 1990:
- čtvrtá vláda Helmuta Kohla

po: Německé volby do spolkového sněmu 1994:
- pátá vláda Helmuta Kohla

po: Německé volby do spolkového sněmu 1998:
- první vláda Gerharda Schrödera

po: Německé volby do spolkového sněmu 2002:
- druhá vláda Gerharda Schrödera

po: Německé volby do spolkového sněmu 2005:
- první vláda Angely Merkelové

po: Německé volby do spolkového sněmu 2009:
- druhá vláda Angely Merkelové

po: Německé volby do spolkového sněmu 2013:
- třetí vláda Angely Merkelové

po: Německé volby do spolkového sněmu 2017:
- čtvrtá vláda Angely Merkelové

po: Německé volby do spolkového sněmu 2021:
- vláda Olafa Scholze